# Major League Baseball Featuring Ken Griffey, Jr.
Major League Baseball Featuring Ken Griffey, Jr. — Компьютерная игра в жанре симулятора бейсбола, разработанная Angel Studios и изданная Nintendo для Nintendo 64. Игра была выпущена в 1998 году.

## Разработка
Первоначально игра должна была выйти в третьем квартале 1997 года, но была перенесена на 1998 год.

## Оценки
| Сводный рейтинг    | Сводный рейтинг |
| Агрегатор          | Оценка          |
| ------------------ | --------------- |
| GameRankings       | 79,69 %         |
| Иноязычные издания |                 |
| Издание            | Оценка          |
| AllGame            | [ 3 ]           |
| EGM                | 7,25/10         |
| GameFan            | 90 %            |
| Game Informer      | 7,5/10          |
| GamePro            | [ 7 ]           |
| GameRevolution     | C               |
| GameSpot           | 6,8/10          |
| IGN                | 7,7/10          |
| Nintendo Power     | 8,4/10          |

Игра получила преимущественно положительные отзывы критиков.